# Corticifraga nephromae
Corticifraga nephromae är en lavart som först beskrevs av R.Sant. (ined. Corticifraga nephromae ingår i släktet Phragmonaevia, klassen Lecanoromycetes, divisionen sporsäcksvampar och riket svampar. Arten är reproducerande i Sverige.